# Эмералд
Э́мералд (англ. Emerald, Изумруд) — город в восточной части австралийского штата Квинсленд, центр района местного самоуправления Се́нтрал-Хайлендс (англ. Central Highlands). Население города по оценкам на 2006 год составляло примерно 11 тысяч человек, а население всего района — 29 тысяч человек (2008 год). Ближайший крупный город — Рокгемптон (расположен в 250 километрах на востоке).

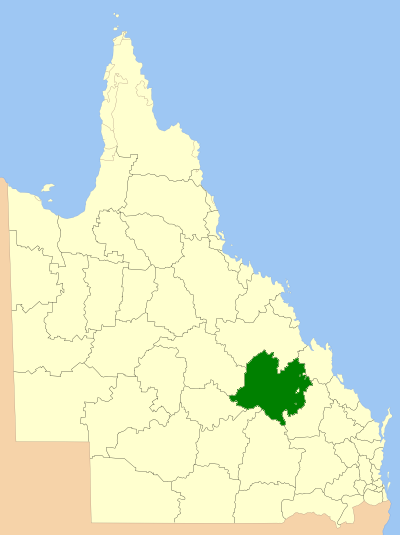
Расположение района

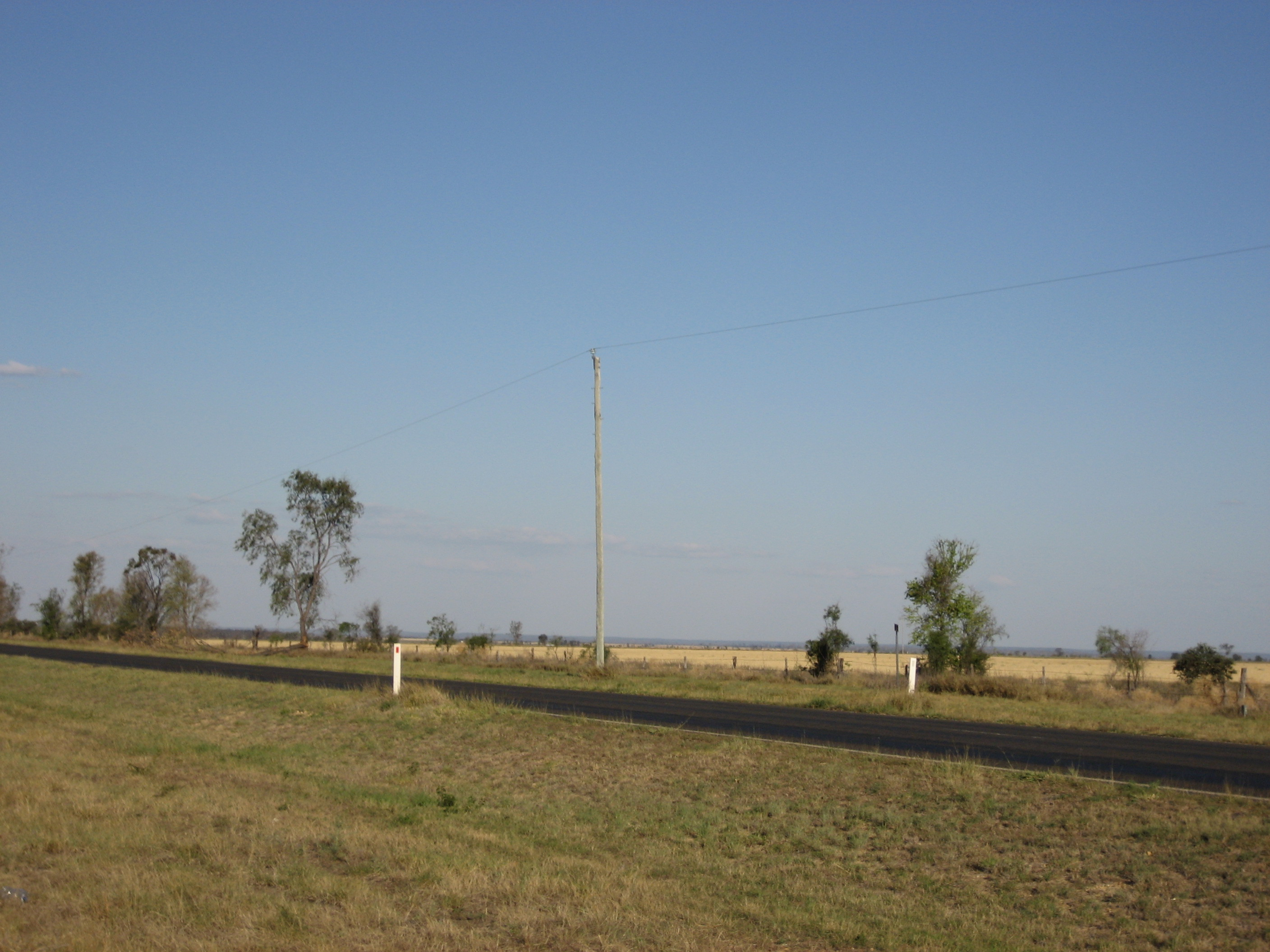
Типичный пейзаж района Эмералд

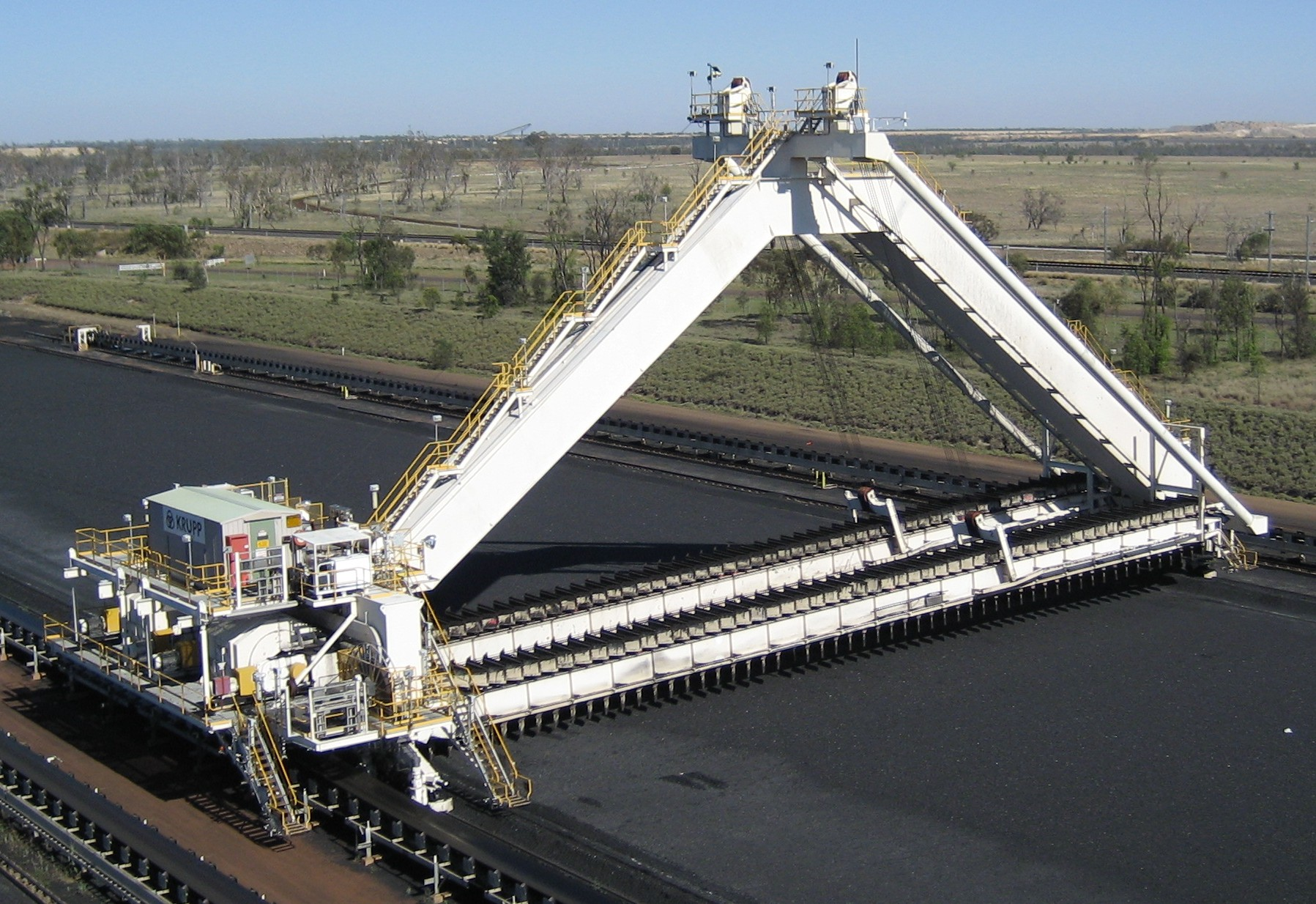
Погрузочный угольный терминал, Эмералд

## География
Местность района Сентрал-Хайлендс (Центральная возвышенность) — равнинная, поднятая в среднем на 200 метров над уровнем моря, на которой встречаются небольшие горные массивы, высота которых не превышает 300 метров. Район отделен от побережья прерывающимися горными хребтами, высотой до 500 метров, которые являются частью Большого Водораздельного хребта. Они задерживают значительное количество влаги, идущей с побережья. В долинах рек района, Комет и Ного, расположены плодородные земли, пригодные для скотоводства и земледелия.

## История
Первым европейцем, описавшим район Сентрал-Хайлендс был немец Людвиг Лейхгардт. В 1844 году он отправился в свой первый большой поход, с целью исследовать центральные районы Австралии. В январе 1845 года он достиг места расположения современного Эмералда. Центральная возвышенность произвела на Лейхгардта сильное впечатление. В своем дневнике он записал, что если обеспечить достаточное количество воды, то район можно считать очень перспективным.

### Освоение района
Активное развитие района Сентрал-Хайлендс было связано со строительством железной дороги в западном направлении от Рокгемптона. К 1876 году она достигла Динго (англ. Dingo), поселения в восточной части Центральной возвышенности, к 1878 году реки Комет и Эмералда в 1879 году.
Эмералд стал городом в 1878 году. Данное событие было приурочено к скорому открытию в городе железнодорожной станции. В ближайшие 10 лет железная дорога была проведена на север, до Клермонта (англ. Clermont) и на юг, до Спрингшера (англ. Springsure). Основное направление было продолжено на запад до Лонгрича, в настоящее время являющегося центром одноименного района (англ. Longreach). Постепенно Эмералд становится важнейшим транспортным узлом Центральной возвышенности, так как через него проходят все подъездные пути от «западных» городов к Рокгемптону. В 1902 году был создан Совет графства Эмералд и район получает право на самоуправление.

### Сельское хозяйство
Изначально район Сентрал-Хайлендс специализировался на разведении крупного рогатого скота и овец. После Второй мировой войны, с целью поставок дополнительного продовольствия в Великобританию, была создана Квинслендская британская продовольственная корпорация (англ. Queensland British Food Corporation). Начиная с этого момента в регионе стало активно развиваться сельское хозяйство.
Строительство большого искусственного водохранилища «Маребун» в 1972 году дало району Эмералд тысячи акров плодородных сельскохозяйственных земель. Была построена обширная ирригационная система, появилась возможность выращивать новые сельскохозяйственные культуры. Появление надежного источника воды также позволило начать активную разработку угольных месторождений района. В настоящее время, из озера Маребун, на нужды города, сельского хозяйства и промышленности района в среднем расходуется до 200 миллионов м³ воды в год.

### Добыча угля
Исследователь Людвиг Лейхгардт был первым, кто обнаружил в районе Сентрал-Хайлендс богатые залежи угля. Первые поселенцы не придавали им большого значения.
В 1960-х годах началось активное развитие промышленности Квинсленда. Для обеспечения энергией промышленных центров, таких как Маунт-Айза и Гладстон строились новые мощные электростанции, использующие в качестве топлива уголь. Эти события стали отправной точкой для развития угольной промышленности района. Железная дорога была переоборудована для транспортировки больших объёмов угля в порты Гладстона и Маккайя. В 1979 году австралийская компания BHP (сейчас BHP Billiton) начала разрабатывать угольное месторождение «Грегори» (англ. Gregory), продукция которого стала впервые отправляться на экспорт.

## Современный Эмералд

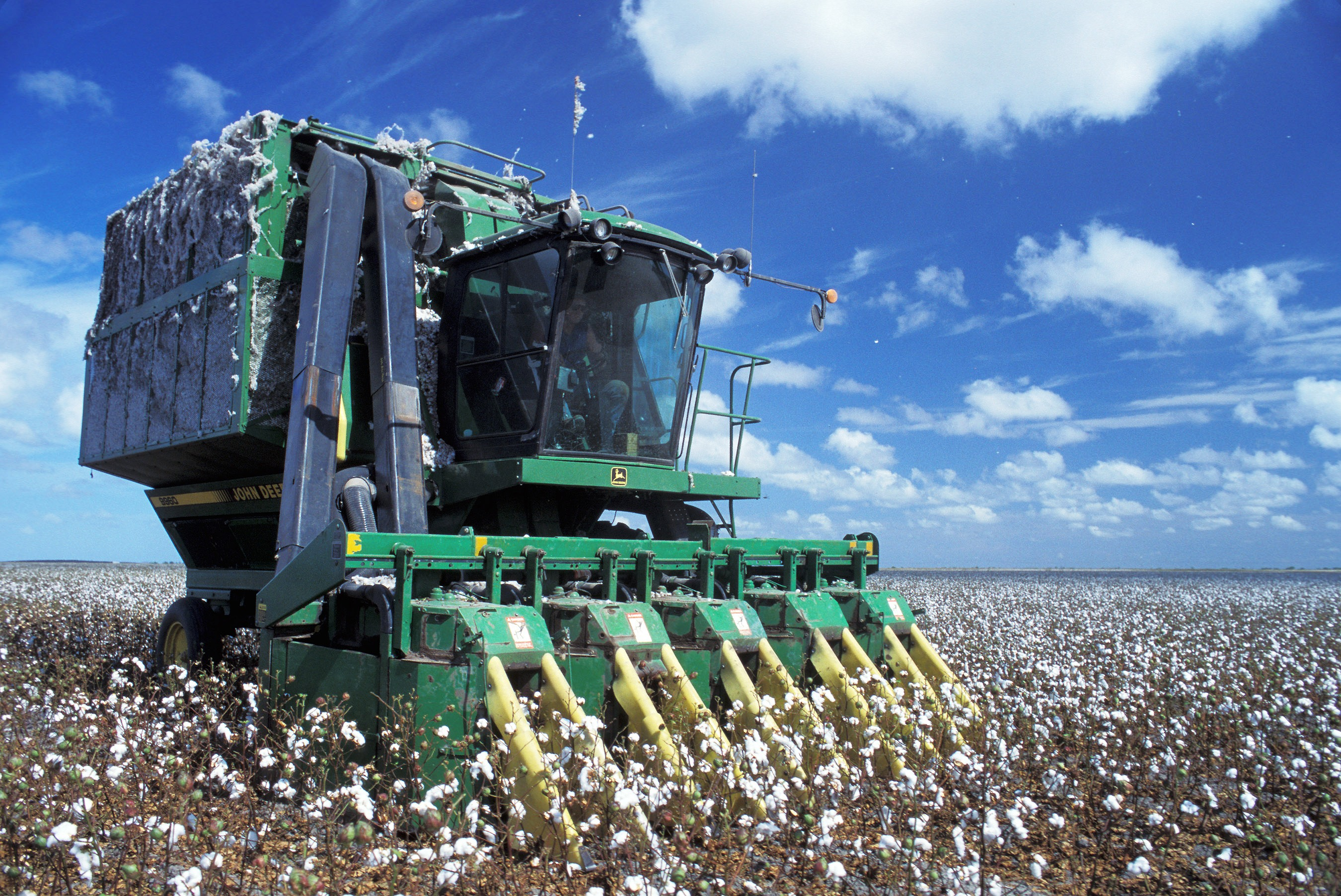
Сбор урожая хлопка

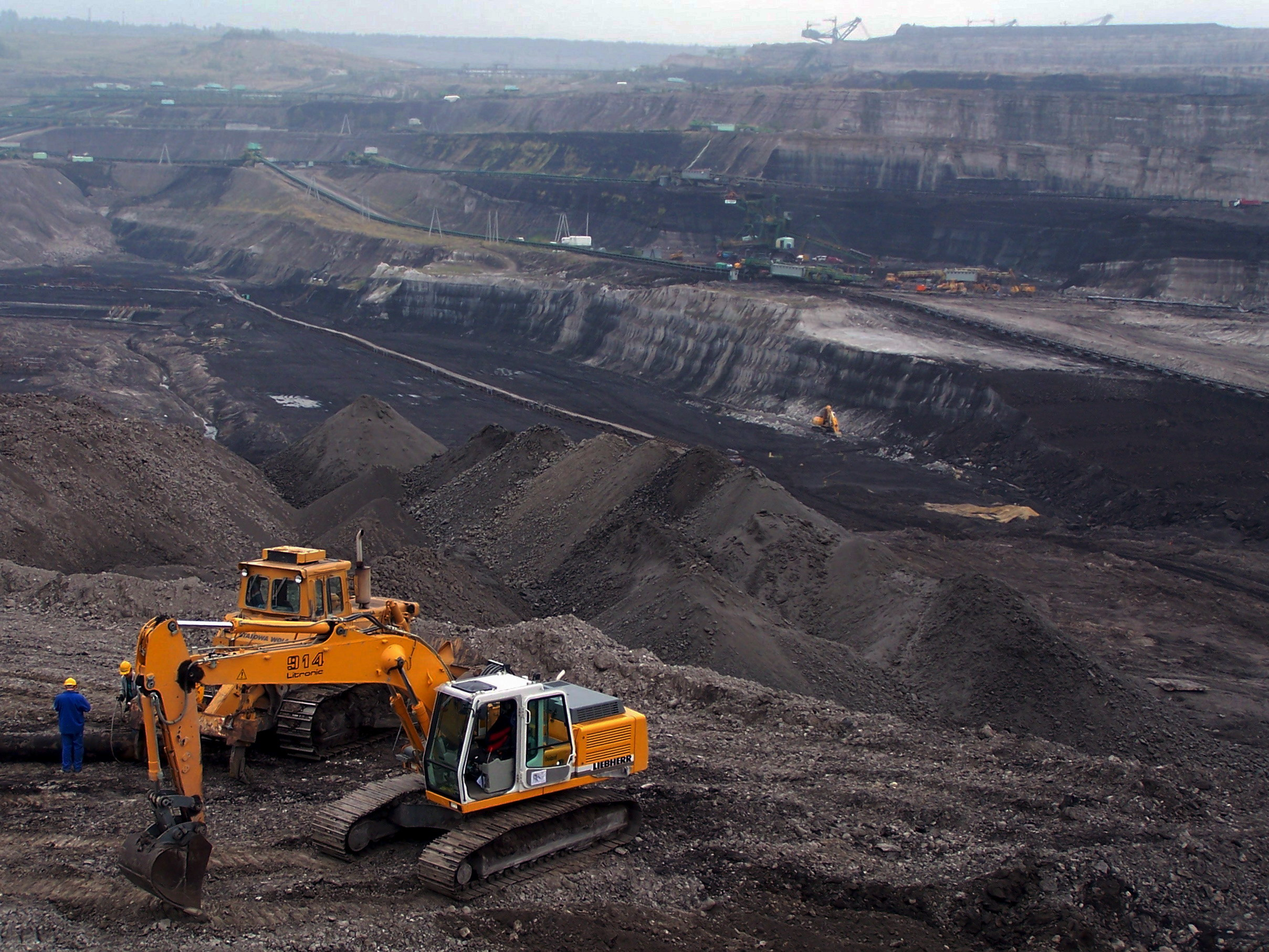
Угольный разрез

В настоящее время Эмералд является административным, коммерческим и промышленным центром всего центрального района Квинсленда. Здесь продолжает бурно развиваться сельское хозяйство, открываются новые угольные месторождения, увеличиваются объёмы его добычи. Вместе с этим развиваются и смежные, сервисные отрасли.
Самые большие сельскохозяйственные площади вокруг Эмералда отведены для выращивания хлопка. В городе расположен завод Yamala Cotton Gin, на котором происходит его дальнейшая обработка. В районе также выращивают виноград, цитрусовые и различные крупяные культуры.
В 40 километрах на запад от Эмералда расположен небольшой район — Джемфилдс (англ. Gemfields, месторождение драгоценных камней) с маленькими городками, такими как Анаки и Сапфир (англ. Sapphire). В 1875 году здесь были найдены первые драгоценные камни. Дальнейшие исследования района показали наличие здесь крупнейшего в мире месторождения сапфиров. Начиная с 1970-х годов в районе ведется добыча сапфиров в промышленном масштабе.
В настоящее время наибольшее количество рабочих мест в районе Эмералда создаёт угольная промышленность. Разработка месторождений ведется как открытым способом, в угольных разрезах, так и подземным способом, в шахтах. Добываемый уголь применяют как в качестве топлива, так и для нужд металлургии (каменноугольный кокс). Из крупнейших месторождений района можно отметить «Гордонстон/Кестрел» (англ. Gordonstone/Kestrel) — 1991 год, «Крайнам» (англ. Crinum) — 1994 год, и «Иншем» (англ. Ensham) — 1994 год. Бо́льшая часть угля транспортируется по железной дороге в порты Гладстона и Маккайя, которые являются одними из крупнейших портов мира, специализированных на экспорт угля.

## Инфраструктура

### Вода
Главными реками района Эмералд являются Комет (англ. Comet) и Ного (англ. Nogoa). Сливаясь они образуют реку Маккензи (англ. Mackenzie River), которая в свою очередь является притоком реки Фицрой. Реки Комет и Ного бывают полноводными только в сезон дождей. С целью увеличения запасов воды на реке Ного в 1972 году была построена плотина Фэрбэрн (англ. Fairbairn). Образовавшееся озеро было названо «Маребун» (англ. Lake Maraboon), что в переводе с языка местных аборигенов означает место, где летают черные утки. Водохранилище расположено в 20 километрах от Эмерада, при максимальном заполнении оно может вмещать до 1 300 миллионов м³ воды, что делает его вторым по объёму водохранилищем Квинсленда.
Создание водохранилища позволило в несколько раз увеличить сельскохозяйственные площади района. Для ирригационных целей были прорыты каналы на десятки километров в обе стороны от озера. Фермерские хозяйства потребляют 87 % всей воды и именно они страдают в первую очередь, если из за засухи водохранилище не наполнилось водой. В ноябре 2006 года уровень воды в водохранилище достиг своего самого минимального уровня с момента создания — 14 % от максимального объёма. Сельскому хозяйству района был нанесен большой ущерб.

### Транспорт
Эмералд является одним из ключевых транспортных узлов центрального Квинсленда. Здесь сходятся железнодорожные пути и крупные автомагистрали. Для жителей Эмералда автотранспорт является основным видом транспорта. Город пересекают две крупные автомагистрали. С востока на запад идет автомагистраль «Каприкорн» (англ. Capricorn), а с севера на юг автомагистраль «Грегори» (англ. Gregory).
Из Эмералда во все стороны расходятся железнодорожные ветки. Основное назначение железной дороги — перевозка угля от мест добычи на северо-восток, к порту Маккая и на восток, к порту Гладстона. Также, два раза в неделю, через город проходит пассажирский поезд, идущий из Рокгемптона в Лонгрич. Общественный транспорт города включает автобусное сообщение между основными районами города, также можно воспользоваться услугами такси.
На южной окраине города расположен небольшой аэропорт местного значения — Аэропорт Эмералд (англ. Emerald Airport). Ближайший крупный международный аэропорт — Аэропорт Брисбен находится на расстоянии около 890 км, что составляет около 11 часов в пути автотранспортом . Основным авиаперевозчиком, работающим на регулярных маршрутах, является авиакомпания QantasLink — дочерняя компания национального авиаперевозчика Австралии Qantas. Основные направления аэропорта Маунт-Айза — рейсы до Брисбена, время полета составляет 1 час 25 минут.

## Климат
По классификации Кёппена Эмералд расположен в зоне субтропического климата. Через город проходит линия Тропика Козерога (англ. Tropic of Capricorn). В целом климат можно охарактеризовать как комфортный. До города не доходят ни тропические муссоны с севера, ни более холодные воздушные массы с юга. В отличие от восточных прибрежных районов воздух здесь более сухой (средняя относительная влажность воздуха около 60 %) и сильнее ощущаются перепады дневных и ночных температур.
В году здесь можно выделить два различных периода — сезон дождей, который длится с ноября по март и сухой сезон с апреля по октябрь, в среднем за год выпадает около 640 мм осадков. Летом, в течение дня, температура может превышать 35 °C, а к ночи снижается до 21 °C. В течение зимы дневная температура колеблется около 23 °C, средняя ночная температура около 8 °C.
В районе Эмералда бывают как сильные засухи, так и наводнения. Рекордное по силе наводнение произошло в январе 2008 года. В результате сильнейших ливней к 20 января уровень воды поднялся на 3,5 метра над уровнем водослива плотины Фэрбэрн, вода огромным потоком переливалась через дамбу (фото). 22 января был зафиксирован максимальный уровень воды — около 4,5 метра выше водослива, что составляет ~ 156 % полной ёмкости озера Маребун. За неделю до начала дождей водохранилище было заполнено всего на 29 %. В результате наводнения было эвакуировано 2700 жителей близлежащих районов, затоплено несколько угольных шахт, пострадали большие сельскохозяйственные площади.
| Показатель                                                              | Янв.  | Фев. | Март | Апр. | Май  | Июнь | Июль | Авг. | Сен. | Окт. | Нояб. | Дек. | Год   |
| ----------------------------------------------------------------------- | ----- | ---- | ---- | ---- | ---- | ---- | ---- | ---- | ---- | ---- | ----- | ---- | ----- |
| Средний суточный максимум, °C                                           | 34,2  | 33,2 | 32,0 | 29,4 | 25,7 | 23,5 | 22,4 | 24,8 | 28,3 | 31,6 | 33,7  | 34,8 | 29,4  |
| Средний суточный минимум, °C                                            | 21,4  | 21,0 | 19,4 | 15,7 | 11,5 | 8,4  | 6,9  | 8,1  | 11,8 | 16,0 | 18,9  | 20,7 | 15,0  |
| Норма осадков, мм                                                       | 103,4 | 99,7 | 69,3 | 35,9 | 35,2 | 33,9 | 28,8 | 20,7 | 23,5 | 39,2 | 58,8  | 91,0 | 640,1 |
| Источник: http://www.bom.gov.au/climate/averages/tables/cw_035027.shtml |       |      |      |      |      |      |      |      |      |      |       |      |       |